# 艾利 (喬治亞州)
艾利（英語：Ailey）是一個位於美國喬治亞州蒙哥馬利縣的城市。

## 地理
艾利的座標為32°11′14″N 82°34′08″W / 32.18722°N 82.56889°W，而該地的平均海拔高度為76米（即249英尺）。

## 人口
根據2010年美國人口普查的數據，艾利的面積為5.30平方千米，當中陸地面積為5.30平方千米，而水域面積為0.00平方千米。當地共有人口432人，而人口密度為每平方千米81.51人。